# Pizza quatre fromages
 (signalé en juillet 2025).
Si vous disposez d'ouvrages ou d'articles de référence ou si vous connaissez des sites web de qualité traitant du thème abordé ici, merci de compléter l'article en donnant les références utiles à sa vérifiabilité et en les liant à la section « Notes et références ».
- Archive Wikiwix
- Bing
- Cairn
- DuckDuckGo
- E. Universalis
- Gallica
- Google
- G. Books
- G. News
- G. Scholar
- Persée
- Qwant
- (zh) Baidu
- (ru) Yandex
- (wd) trouver des œuvres sur Wikidata

La pizza quatre fromages (en italien : pizza ai quattro formaggi) est un type de pizza dont la particularité est l'utilisation d'une combinaison de quatre sortes de fromages, généralement fondus ensemble. Plat populaire, c'est un classique des menus des pizzerias.
Traditionnellement, les fromages sont la mozzarella — un composant fondamental, qui maintient l'humidité pendant la cuisson, « protégeant » partiellement les autres fromages de la forte chaleur du four —, le gorgonzola et, selon la région, des fromages locaux comme la fontine et le parmesan mais d'autres variantes incluent le pecorino, le Grana Padano, la scamorza, la ricotta, le taleggio, l'asiago, le provolone fumé ou le caciocavallo. Certains fromages non typiques peuvent être utilisés comme l'édam, l'emmental, le bleu ou encore du fromage de chèvre. Le choix des fromages n'est toutefois pas aléatoire, car tous doivent être entiers ou demi-gras et varier en goût.
Contrairement à d'autres pizzas, comme la pizza napolitaine ou la pizza Margherita, qui ont une histoire ancienne, riche et documentée, la pizza quatre fromages, malgré sa popularité et sa prépondérance, a une origine moins précise, certainement en raison de sa composition peu évidente. Elle serait originaire de la région du Latium au début du XVIIIe siècle.